# Sigfrido Burmann
Siegfried Burmann, conegut en Espanya com Sigfrido Burmann (Hannover, Imperi alemany, 11 de novembre de 1891 - Madrid, 22 de juliol de 1980), va ser un escenògraf, decorador i director artístic de cinema i teatre alemany, establert en Espanya des de 1910.
Casat amb una espanyola, va tenir quatre fills, dos d'ells també dedicats al cinema i el teatre: el director de fotografia Hans Burmann i el director artístic Wolfgang Burmann.

## Trajectòria
Es va instal·lar a Espanya en 1910 i va estudiar Belles arts en l'Academia de Sant Ferran. Va col·laborar com a pintor i decorador amb Jacinto Benavente i Federico García Lorca en els seus muntatges teatrals, i va ser l'escenògraf de la companyia de Margarida Xirgu. El seu treball al cinema es va iniciar amb uns esbossos per a El barbero de Sevilla en 1938. Va treballar en més d'un centenar de pel·lícules, la major part d'elles espanyoles.

### Trajectòria al cinema
- Carmen la de Triana (1938).
- Raza (1941).
- La vida en un hilo (1945).
- Agustina de Aragón (1950).
- El último caballo (1950).
- Pequeñeces (1950).
- Alba de América (1951).
- Cañas y barro (1954).
- El último cuplé (1957).
- Los amantes del desierto (1957).
- Las de Caín (1959).

### Trajectòria teatral (parcial)
- Don Juan de España (1921), de Gregorio Martínez Sierra.
- Fermín Galán (1931), de Rafael Alberti.
- Otra vez el diablo (1935), d'Alejandro Casona.
- El villano en su rincón (1935), de Lope de Vega.
- Cuatro corazones con freno y marcha atrás (1936), d'Enrique Jardiel Poncela.
- El hombre que murió en la guerra (1941), dels germans Machado.
- El sueño de una noche de verano (1944), de William Shakespeare.[2]
- Arsénico y encaje antiguo (1945), de Joseph Kesselring.
- La cárcel infinita (1945), de Joaquín Calvo Sotelo,[3]
- Ricardo III (1946), de William Shakespeare.[4]
- La conjuración de Fiesco (1946), de Friedrich Schiller.
- La estrella de Egipto (1947), d'Adrián Ortega.
- Luz de gas (1948), de Patrick Hamilton.
- La alondra (1954), de Jean Anouilh.
- La cena del rey Baltasar (1954), de Pedro Calderón de la Barca.[5]
- El diario de Ana Frank (1957), de Frances Goodrich i Albert Hackett.
- El milagro de Anna Sullivan (1961) de William Gibson.
- Cita en Senlis (1963), de Jean Anouilh.
- Bonaparte quiere vivir tranquilo (1964), de Giovacchino Forzano.
- Solo Dios puede juzgarme (1969), d'Emilio Romero.
- Los delfines (1969), de Jaime Salom.
- El círculo de tiza caucasiano (1971), de Bertolt Brecht.
- Adiós, señorita Ruth (1973), d'Emlyn Williams.

## Premis
Medalles del Cercle d'Escriptors Cinematogràfics
| Any  | Categoria        | Pel·lícula             | Resultat  |
| ---- | ---------------- | ---------------------- | --------- |
| 1960 | Millors decorats | El príncipe encadenado | Guanyador |